# بونتيدويمي
بلدية بونتيدويمي (بالإسبانية: Pontedeume)‏، هي إحدى بلديات مقاطعة لا كرونيا إحدى مقاطعات إسبانيا، والتي تقع في منطقة جليقية شمال غرب إسبانيا. يبلغ عدد سكانها 7.884 نسمة وفقاً لإحصائية سنة (2018).

## أعلام
- خوان دومينيغيز لاماس